# Хайнрих III (Ройс-Лобенщайн)
Хайнрих III Ройс-Лобенщайн (на немски: Heinrich III Graf Reuss zu Lobenstein; * 16 декември 1648, Лобенщайн; † 24 май 1710, Гера) от фамилията Ройс „младата линия“ е граф и господар на Лобенщайн. Той е господар на Лобенщайн (1671 – 1673), граф Ройс фон Лобенщайн (1673 – 1710). Той е 6. граф и господар на Плауен, господар на Лобенщайн, Грайц, Кранихфелд, Гера-Шлайц и става имперски граф на 26 август 1673 г.

## Произход и наследство
Той е най-големият син, от трите сина, на граф Хайнрих X Ройс-Лобенщайн-Еберсдорф (1621 – 1671) и съпругата му Мария Сибила фон Ройс-Плауен (1625 – 1675), дъщеря на Хайнрих IV Роус-Оберграйц от „старата линия“ (1597 – 1629) и Юлиана Елизабет фон Даун-Ньофвилер фон Вилдграф (1602 – 1653).
След смъртта на баща им (1671) братята управляват заедно собственостите, които по-късно разделят на нови под-линии. Клонът Лобенщайн измира по мъжка линия през 1853 г.
Хайнрих III Ройс-Лобенщайн умира на 61 години на 24 май 1710 г. в Гера и е погребан в Лобенщайн.
Градът и старият дворец от 1601 г. са доста разрушени при пожар през 1714 г. и синът му Хайнрих XV построява до 1718 г. новият дворец Лобенщайн в стил барок извън градската стени.

## Фамилия
Хайнрих III Ройс-Лобенщайн се жени на 22 октомври 1673 г. в Лобенщайн за Мария Кристиана фон Лайнинген-Вестербург (* 28 януари 1650, Вестербург; † 19 ноември 1714, Лобенщайн или 17 януари 1740), дъщеря на граф Георг Вилхелм фон Лайнинген-Вестербург (1619 – 1695) и графиня София Елизабет фон Липе-Детмолд (1626 – 1688). Te имат 14 деца:
- Хайнрих XV (* 24 септември 1674, Лобенщайн; † 12 май 1739, Лобенщайн), женен на 21 юли 1701 г. във Валденбург за графиня Ернестина Елеонора фон Шьонбург-Валденбург-Хартенщайн (* 2 ноември 1677; † 2 август 1741), дъщеря на граф Ото Лудвиг фон Шьонбург-Хартенщайн (1643 – 1701) и София Магдалена фон Лайнинген-Вестербург (1651 – 1726)
- София Мария (* 12 ноември 1675, Лобенщайн; † 16 юли 1748, Лобенщайн), неомъжена
- Хайнрих XVII (* 13 декември 1676, Лобенщайн; † 21 септември 1706, Тренте), женен на 27 май 1699 в. в Лобенщайн за графиня Елеонора София фн Гих-Турнау (* 29 март 1677; † 31 декември 1722)
- Кристиана Елизабет (* 16 януари 1678, Лобенщайн; † 16 януари 1757, Лобенщайн)
- Хайнрих XXI (* 12 март 1679, Лобенщайн; † 21 юли 1702, от рани в битка), полковник в Полша
- Хайнрих XXIII (* 21 октомври 1680; † 20 октомври 1723), полковник в Хесен-Касел, женен на 28 юли 1716 г. в Халберщат за фрайин Беата Хенриета фон Зьолентал (* 16/26 юли 1696; † 22 август 1757
- Хайнрих XXVI Ройс-Лобенщайн-Зелбиц (* 16 декември 1681, Лобенщайн; † 21 юни 1730, Зелбиц), женен на 31 март 1715 г. в Зелбиц, Бавария, за графиня Юлиана Ребека фон Татенбах (* 31 август 1692; † 10 септември 1739)
- Хайнрих XXVIII (* 11 февруари 1683, Лобенщайн; † 8 юли 1683, Лобенщайн)
- Вилхелмина Кристиана (* 16 май 1684, Лобенщайн; † 29 септември 1753, Еберсдорф)
- Антония София Магдалена (* 22 август 1685; † 20 март 1758, Лобенщайн)
- Йохана Августа (* 8 октомври 1686; † 8 май 1712, Лобенщайн)
- Емилия Юлиана (* 4 септември 1688, Лобенщайн; † 11 ноември 1689, Лобенщайн)
- Емилия Елеонора (* 29 декември 1689, Лобенщайн; † 9 юли 1730, Лобенщайн)
- Анна София (* 24 октомври 1691, Лобенщайн; † 22 януари 1723, Валденбург)